# So Much for You
"So Much for You" é uma canção da cantora Ashley Tisdale, lançada como single promocional na Austrália em março de 2007 e no Brasil em 7 de março de 2008 como single promocional da novela Duas Caras.

## Lançamento e divulgação
Foi lançado como single promocional da novela Duas Caras (2008) e era a música tema da personagem Alzira (interpretada pela atriz Flávia Alessandra). A música foi fazendo sucesso e a gravadora Warner Music a liberou às rádios. A música encontra-se na Trilha Internacional de Duas Caras.

## Versões oficiais
1. "So Much for You" (Album Version) — 3:05
2. "So Much for You" (Jack D. Elliot Remix) — 3:57[1]
3. "So Much for You" (Demo Version) — 3:02
4. "So Much for You" (DJ Phredee Remix) — 3:24

## Posições nas paradas
| Chart (2007-2008)                  | Posição |
| ---------------------------------- | ------- |
| Brazilian Hot 100 Singles & Tracks | 75      |
| Australian Singles Chart           | 81      |